# Seaxburgh
|  | Aquest article tracta sobre la reina de Wessex. Si cerqueu filla del rei Anna de l'Ànglia Oriental, vegeu «Sexburga d'Ely». |

Seaxburh o Seaxburgh  (?- ~674) fou reina consort de Wessex i reina titular a la mort del seu marit. També anomenada reina dels gewisse, una denominació antiga de la tribu que va governar Wessex. Es creu que hauria governat Wessex durant almenys un any després de la mort del seu marit, Cenwalh, el 672.

Va ser la segona esposa de Cenwalh, la primera va ser una germana del rei Penda de Mèrcia, a la qual va repudiar per casar-se amb ella. No hi ha constància que tinguessin fills però Seaxburh es devia guanyar la confiança i el respecte del seu poble, ja que va assumir el poder en faltar el marit. Era extremadament rar que una dona governés suo jure a l'Anglaterra anglosaxona, i es tracta de l'única dona que apareix en una llista de reis d'aquella època. Podria haver governat durant més d'un any, fins a la data en què apareix l'inici del següent rei a la Crònica anglosaxona el 674. Tanmateix, Beda afirma que després de la mort de Cenwalh "reietons prengueren el govern del regne", així que els cronistes podrien haver ocultat una situació complicada. Seaxburh fou succeïda cap el 674 per Æscwine.